# Marly (Fribourg)
Pour les articles homonymes, voir Marly.
 (décembre 2024).
Si vous disposez d'ouvrages ou d'articles de référence ou si vous connaissez des sites web de qualité traitant du thème abordé ici, merci de compléter l'article en donnant les références utiles à sa vérifiabilité et en les liant à la section « Notes et références ».
Marly (Marli  en patois fribourgeois) est une localité et une commune suisse du canton de Fribourg, située dans le district de la Sarine. Le nom allemand Mertenlach n'est pratiquement plus utilisé.

## Géographie

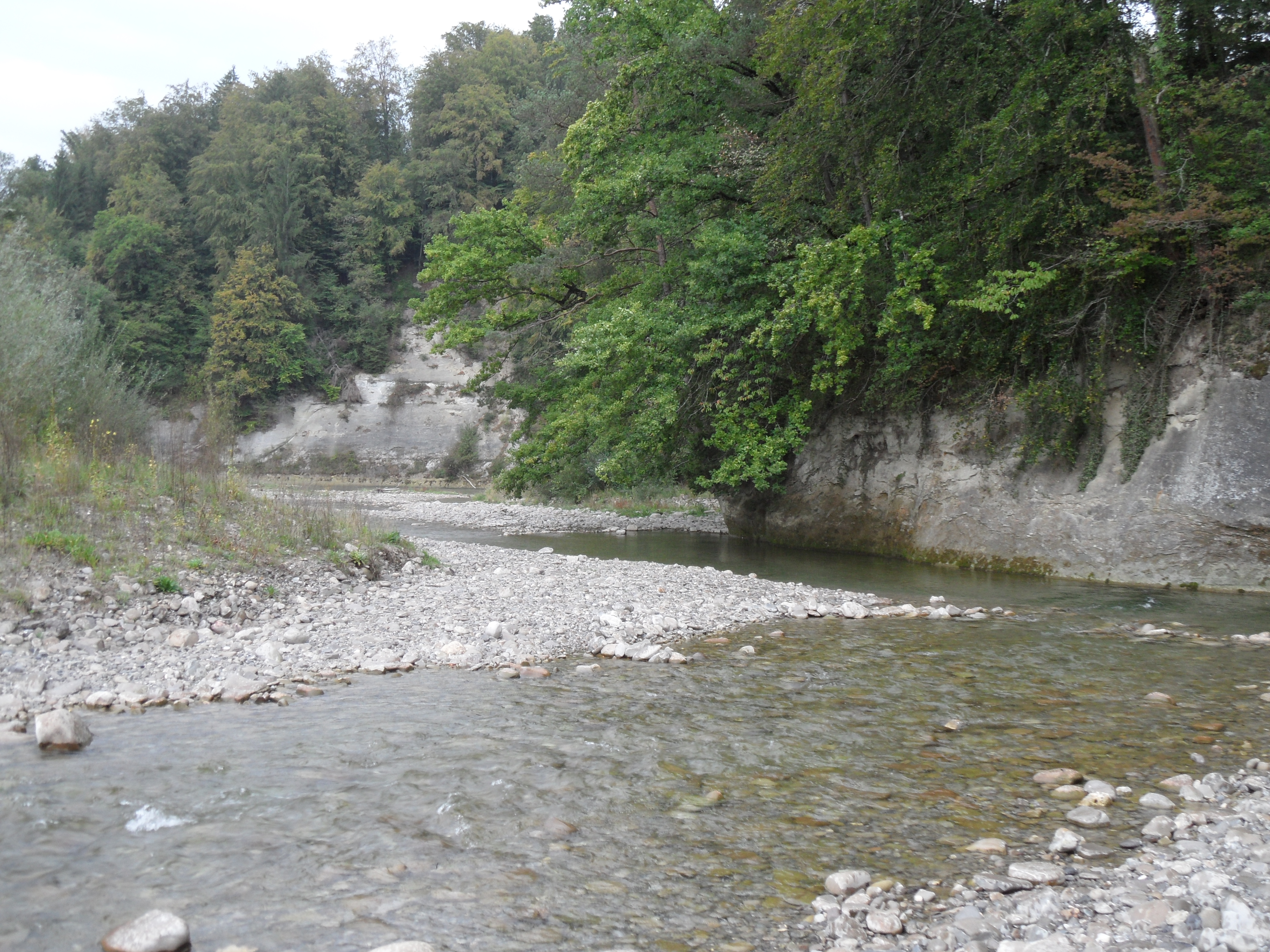
Embouchure de la Gérine dans la Sarine.

Marly se situe à 4 km (à vol d'oiseau) au sud de la ville de Fribourg dans le canton du même nom et à 627 m d'altitude. La commune s'étend le long de la vallée de la Gérine jusqu'à l'embouchure de celle-ci dans la Sarine, ainsi que sur les molasses adjacentes du plateau fribourgeois.
Le territoire de Marly s'étend sur 7,7 km2. Lors du relevé de 2013-2018, les surfaces d'habitations et d'infrastructures représentaient 32,6 % de sa superficie, les surfaces agricoles 33,5 %, les surfaces boisées 28,9 % et les surfaces improductives 4,8 %.
La partie centrale du territoire est occupée par la vallée de la Gérine, large jusqu'à 800 m, qui s'écoule de l'est à l'ouest. Le cours de la rivière est engagé dans un canal qui protège le fond de la vallée jadis souvent inondée. En aval la Gérine coule au travers d'un goulot étroit formé par le plateau de La Grangette et par Marly-le-Petit pour ensuite se jeter dans la Sarine.
Au sud de la vallée de la Gérine s'étend le territoire de la commune en direction des hauteurs forestières limitrophes : Bois de l'Église, Vers le Bois (avec 730 m d'altitude, le point le plus haut de Marly) et Bois de Monteynan (704 m d'altitude). Ces bois sont traversés par des petits ruisseaux comme le Ruisseau de Copy. Au nord un haut-plateau d'environ 1 km de large se joint au fond de la vallée de la Gérine. Ce plateau chute au travers de multiples méandres du cours de la Sarine à travers les strates de molasse. Le dénivelé de la pente atteint à certains endroits 100 m et est sillonné par des rochers de grès. Le long de la Sarine se déroule la frontière ouest et nord de la commune.
Marly se compose des deux parties Marly-le-Grand (637 m d'altitude) au nord de la vallée de la Gérine, de Marly-le-Petit (622 m d'altitude) au bord du plateau à l'est de la vallée de la Gérine, du village de Chésalles (630 m d'altitude) au sud de la Gérine et de quelques fermes isolées. Les communes limitrophes sont Fribourg, Pierrafortscha, Villarsel-sur-Marly, Bois-d'Amont, Hauterive et Villars-sur-Glâne. Marly fait partie du périmètre de l'Agglo Fribourg.
| Villars-sur-Glâne | Fribourg         | Fribourg / Pierrafortscha |
| Hauterive         | Marly (Fribourg) | Pierrafortscha            |
| Bois-d'Amont      | Bois-d'Amont     | Villarsel-sur-Marly       |

## Toponymie
Il semblerait que le nom du lieu remonte à un citoyen galloromain Martilius ou Martiliacus qui vivait dans une villa sur la colline Râpettes. Le lieu est mentionné la première fois dans un document de 1055 sous le nom de in Marlensi. Plus tard apparaissent les appellations Marliei (1134), Marllie (1228), Marlie (1240), Mallie (1251), Mallye (1270), Marliez (1453), Marlye (1476) et Maillié (1479). En allemand, Mertellach (1466) est connue comme première version.

## Histoire

Photo aérienne prise en 1971

Le territoire de la commune de Marly a été habité très tôt. Des traces d'habitat qui datent du Néolithique et de l'époque Hallstatt y ont été découvertes. De l'époque romaine, les restes d'au moins quatre habitations ont été identifiés. Au Moyen Âge Marly était dans le fief des seigneurs d'Arconciel. Au plus tard à partir de 1442 le village passe sous la domination de Fribourg et devient partie des Anciennes Terres sous la bannière du Bourg. Un incendie détruit en partie Marly-le-Petit le 21 août 1601.
À partir de la fin de l'Ancien Régime 1798 Marly fait partie du district de Fribourg. La nouvelle constitution cantonale de 1848 intègre le village dans le district de la Sarine.
Durant les années 1950, la commune connaît un grand développement industriel, accompagné d'une forte augmentation de la population.

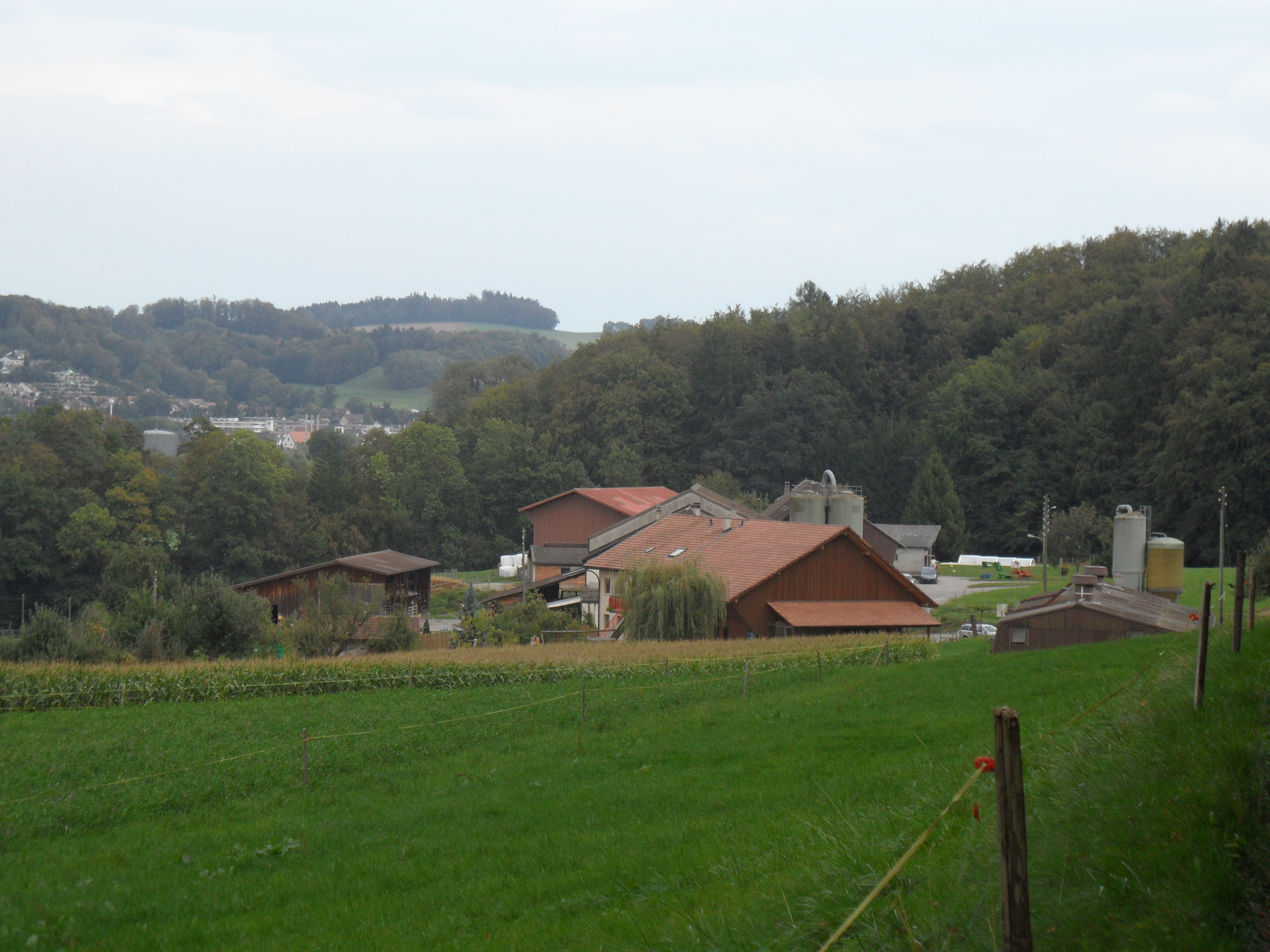
Village de Chésalles

Le 1er février 1970, les communes, jusqu'alors indépendantes, de Marly-le-Grand et de Marly-le-Petit fusionnent. La petite commune de Chésalles est intégrée à Marly le 1er janvier 1976.

## Politique
Depuis 1982, la Commune de Marly dispose d'un Conseil général. Les pouvoirs sont donc partagés entre le Conseil communal (exécutif) et le Conseil général (législatif).
Le Conseil communal est composé de sept membres à la suite d'une réorganisation de l'administration communale en 2021. Avant cela, il était composé de 9 membres.
Le Conseil général est composé de 50 membres depuis 1982.
Ces deux pouvoirs sont élus par la population, pour une période administrative (législature) de 5 ans.

### Conseil communal
Après avoir prêté serment, les Conseillers communaux, issus des élections du 7 mars 2021, se sont constitués en séance du 29 avril 2021. Ils ont procédé à la désignation de leur Syndic, en la personne de M. Christophe Maillard, et de son Vice-Syndic, en la personne de M. Bernard Clerc. Lors de cette séance de constitution, la responsabilité des 7 dicastères pour la législature 2021-2026 a été définie comme suit :
|   | Dicastère                               | Responsable          | Suppléance           |
| - | --------------------------------------- | -------------------- | -------------------- |
| 1 | Administration générale                 | Christophe Maillard  | Oertig Jean-Pierre   |
| 2 | Finances                                | Oertig Jean-Pierre   | Philippe Schwab      |
| 3 | Accueil à la population et ordre public | Philippe Schwab      | Christophe Maillard  |
| 4 | Urbanisme et patrimoine                 | Bernard Clerc        | Maurice Horner       |
| 5 | Eaux, édilité et espaces verts          | Maurice Horner       | Bernard Clerc        |
| 6 | Action social, vivre ensemble et santé  | Mary Claude Paolucci | César Murangira      |
| 7 | Enfance et formation                    | César Murangira      | Mary Claude Paolucci |

| Répartition des sièges au Conseil communal |   |                                     |
| Le Centre (LC)                             | 2 | Christophe Maillard, Maurice Horner |
| Parti socialiste (PS)                      | 2 | Mary Claude Paolucci, Bernard Clerc |
| Les Verts (LV)                             | 1 | César Murangira                     |
| Parti libéral-Rrdical (PLR)                | 1 | Jean-Pierre Oertig                  |
| Union démocratique du centre (UDC)         | 1 | Philippe Schwab                     |

### Conseil général
Le Conseil général composé de 50 élus, s’est réuni en séance constitutive le 12 mai 2021.
| Répartition des sièges au Conseil général |       |        |        |                    |             |                 |
| Liste                                     | Sigle | Sièges | Femmes | Suffrages de parti | Pourcentage | Personnes élues |
| 1                                         | LC    | 12     | 3      | 30061              | 22.8%       | 12              |
| 2                                         | PS    | 11     | 5      | 29667              | 22.5%       | 11              |
| 3                                         | PLR   | 9      | 2      | 23777              | 18.0%       | 9               |
| 5                                         | UDC   | 5      | 1      | 13880              | 10.5%       | 5               |
| 6                                         | PVL   | 4      | 2      | 11101              | 8.4%        | 4               |
| 7                                         | LV    | 9      | 4      | 23395              | 17.7%       | 7 (+2)          |
|                                           | Total | 50     | 17     | 131881             | 100.0%      | 50              |

Lors de cette législature, 6 partis politiques étaient représentés au Conseil général, composé de 50 membres: Le Centre (LC), le Parti socialiste (PS), le Parti libéral radical (PLR), l'Union démocratique du centre (UDC), le parti des Vert'libéraux (PVL) et Les Verts (LV).

## Population et société

### Gentilés et surnoms
Les habitants de l'ancienne commune de Marly-le-Grand se nomment les Marlynois. Ils sont surnommés les Pelâ-Pyâo, soit les pile-poux en patois fribourgeois.
Les habitants de l'ancienne commune de Marly-le-Petit se nomment les Magnins, soit les châtreurs de porcs en patois fribourgeois.

### Démographie

#### Évolution de la population
La commune compte 9 069 habitants au 31 décembre 2023 pour une densité de population de 1 178 hab/km2. Sur la période 2010-2023, sa population a augmenté de 19,7 % (canton : 22,6 % ; Suisse : 9,4 %).  Après la ville de Fribourg et Villars-sur-Glâne, c'est la troisième commune de l'agglomération de Fribourg du point de vue de la population. La population a marqué une forte croissance à partir des années 1960 et continue de grandir continuellement. De par cette croissance, les anciens noyaux villageois de Marly-le-Grand et de Marly-le-Petit ne sont presque plus reconnaissables. Le territoire entre deux est pratiquement complètement construit.

#### Pyramide des âges
En 2023, le taux de personnes de moins de 30 ans s'élève à 34,6 %, similaire à la valeur cantonale (34,6 %). Le taux de personnes de plus de 60 ans est quant à lui de 26,4 %, alors qu'il est de 23 % au niveau cantonal.
La même année, la commune compte 4 370 hommes pour 4 699 femmes, soit un taux de 48,2 % d'hommes, inférieur à celui du canton (50 %).
| Hommes | Classe d’âge | Femmes |
| ------ | ------------ | ------ |
| 0,5    | 90 ans ou +  | 1,0    |
| 8,4    | 75 à 89 ans  | 10,6   |
| 15,8   | 60 à 74 ans  | 16,5   |
| 19,1   | 45 à 59 ans  | 20,3   |
| 19,5   | 30 à 44 ans  | 19,1   |
| 20,4   | 15 à 29 ans  | 17,9   |
| 16,3   | - de 14 ans  | 14,6   |

| Hommes | Classe d’âge | Femmes |
| ------ | ------------ | ------ |
| 0,4    | 90 ans ou +  | 1,0    |
| 6,4    | 75 à 89 ans  | 7,9    |
| 15,0   | 60 à 74 ans  | 15,3   |
| 21,2   | 45 à 59 ans  | 21,0   |
| 21,6   | 30 à 44 ans  | 21,2   |
| 18,6   | 15 à 29 ans  | 17,7   |
| 16,9   | - de 14 ans  | 15,9   |

### Langues

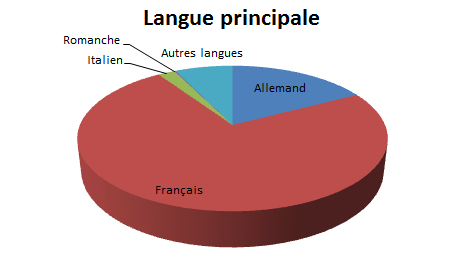
Langues parlées à Marly (recensement de l'an 2000)

73.23 % de la population parle français, 10.24 % allemand , 2,1 % italien.

 

Marly se trouve sur la frontière linguistique. Marly a de tous temps été un village de langue française, mais avec une relativement forte minorité de langue allemande durant les XVIIIe et XIXe siècles. Depuis plus de 150 ans l'influence de l'allemand a continuellement diminué : en 1880, 28 % de la population parlait allemand, en 1990 plus que 19 %.

### Religion

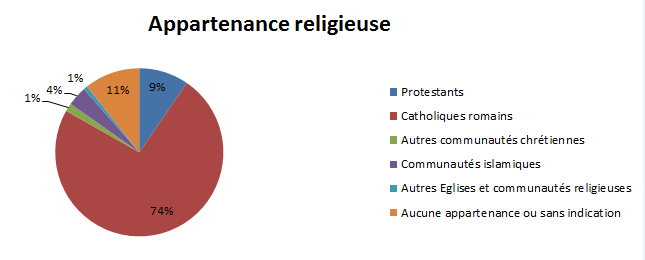
Religions pratiquées à Marly (recensement de l'an 2000)

La religion catholique est majoritaire avec 73,7 %, les protestants sont représentés avec 9,6 %, les communautés islamiques avec 3,8 %, les autres communautés chrétiennes avec 1,5 %, la communauté juive avec 0,1 % et enfin les personnes sans appartenance religieuse ou sans indication avec 11,3 %.

### Sports et activité
Les différentes sociétés de sport sont regroupées au sein du Club Sportif Marly (CSM), qui compte 2 200 membres (2011). Le club promeut le sport de masse et d'élite à Marly. Il planifie les horaires des halles de gymnastique et répartit entre les clubs membres les subventions de la commune. Le CSM a été créé le 3 décembre 1942.
Les sports représentés dans le CSM sont l'athlétisme, le tennis de table, la culture physique, le hockey, le football, le judo, le basketball, le cyclisme, la natation, le patinage artistique, le ski, la gymnastique, le tir, le tennis, le volleyball et le hip-hop.

#### Football
Seize équipes de football sont présentes à Marly. Le FC Marly a été fondé le 1er juillet 1935 et fait partie de l'AFF (Association fribourgeoise de football).

#### Hockey sur glace
Marly dispose d'une école de hockey sur glace. Fondée le 19 août 1994, l’École de hockey patinoire Jean Tinguely (EHPJT) est accessible à tout jeune intéressé.

#### Scoutisme
Le Groupe Scout Foucauld Marly (GSFM) est présent a Marly depuis 1943. Il est ouvert a tous dès 6 ans.

## Économie

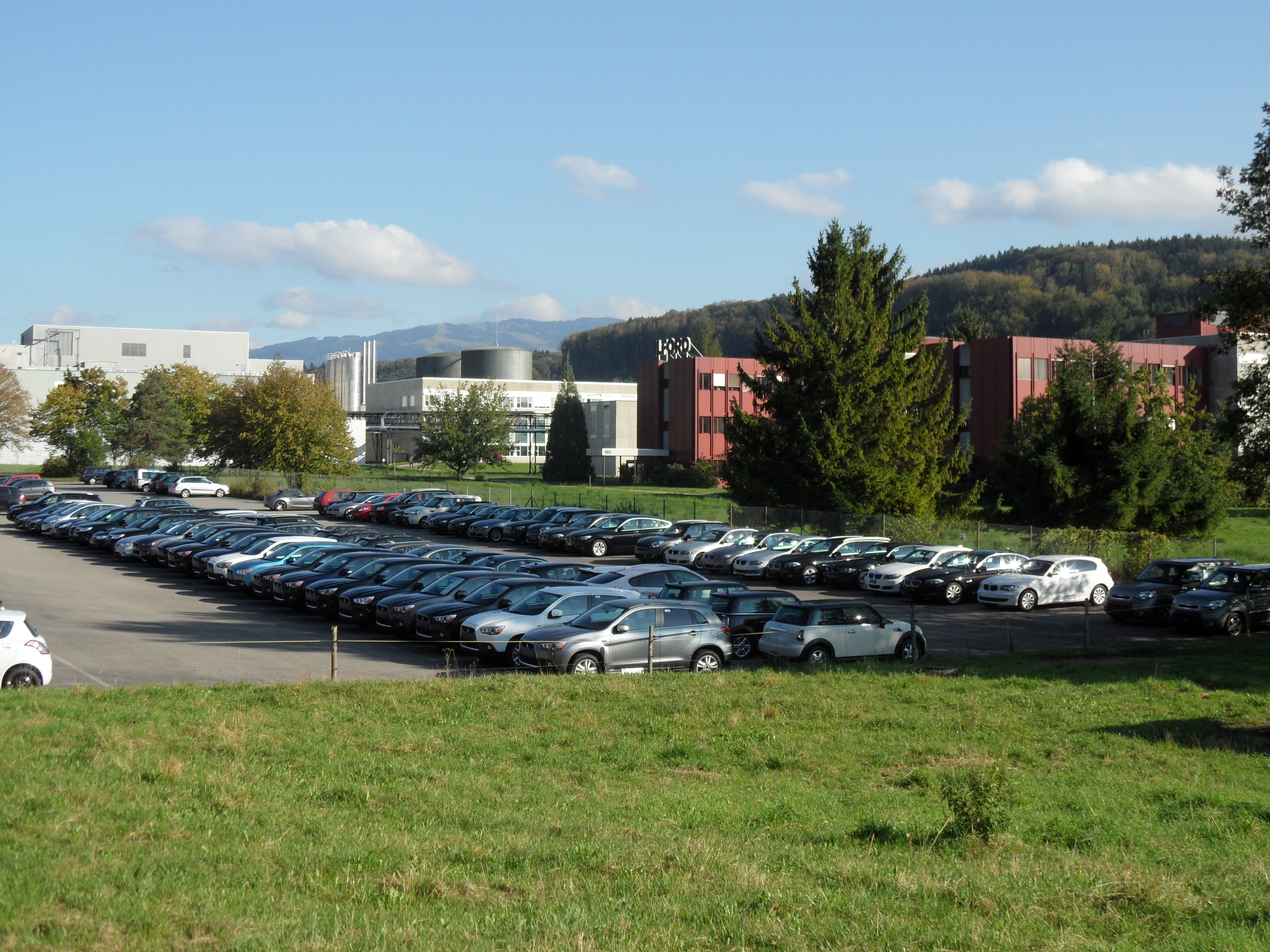
Marly Innovation Center

Jusque dans la première moitié du XXe siècle, Marly était un village surtout paysan, mais néanmoins doté, depuis le XVIe siècle en tout cas, d'un moulin à papier qui contribuera à la renommée du lieu. Dès les années 1950 un développement rapide de toute l'agglomération fribourgeoise avec des surfaces industrielles prit son essor. Aujourd'hui Marly dispose de plus de 2 400 emplois. Le secteur primaire avec 2 % des employés n'a plus qu'une signification marginale. Environ 34 % de la population active travaille dans le secteur industriel et 64 % dans le secteur tertiaire (état en 2001).
Marly dispose de plusieurs zones industrielles : la zone industrielle de l'Ancienne Papeterie le long de la Gérine, dite Marly Innovation Center (précédemment, jusqu'à sa faillite le 9 décembre 2013, siège de la société Ilford Imaging Switzerland GmbH spécialisée dans le développement et la production de systèmes de traitement et de reproduction de l’imagerie électronique, de  Promed, laboratoire médical et d'une centaine d'autres entreprises locataires), zones industrielles et artisanales de Corabroche, de Chésalles et de Winckler.
Avec trois centres commerciaux (Marly-Centre, Marly-Jonction et Marly Grand-Pré), des banques, des assurances, des fiduciaires ainsi que de nombreux artisans et petites entreprises (du bois, du bâtiment, de la mécanique automobile, du meuble) le commerce est bien représenté à Marly. Deux hôtels, un Bed & Breakfast et une dizaine de restaurants sont également présents.

## Culture et patrimoine

### Patrimoine architectural
L'église paroissiale de Saints-Pierre-et-Paul est attestée dès 1294. Son aspect actuel lui a été donné lors de la reconstruction de 1785 à 1787 et par un agrandissement en 1878. L'église est dotée de fonts baptismaux du XVIIe siècle et d'une statue de la Vierge du XIVe siècle. À côté de l'église se trouve la cure du XVIIIe siècle.
La chapelle Saint-Sébastien a été construite au XVIe siècle. Elle est dédiée aux saints Fabien, Roch et Sébastien. Son autel. de 1641, est l'œuvre du sculpteur Jean-François Reyff.
Diverses maisons patriciennes, telles que la maison Gottrau, avec un toit à la Mansart du XIXe siècle, et la maison Carry, construite en 1664, appartiennent au patrimoine local.
Au nord de Marly, le pont de Pérolles, construit en 1922, enjambe la Sarine à une hauteur de 70 m et relie le village avec la ville de Fribourg.

### Autre patrimoine
L'ancienne voie de communication dite la « rampe des Noutes », le long de la route vers Le Mouret, datant du XVIIIe siècle, a été dégagée en 1992. Elle a été identifiée et documentée par l’Inventaire fédéral des voies de communication historiques de la Suisse (IVS).
Le portail de Tușnad, au cœur du vieux village entre l'église paroissiale et l'hôtel-restaurant Acacia, a été offert au printemps 1996 par la commune du même nom en Roumanie. Ce portail est la copie d'un original mentionné en 1847 à Vrabia, ancienne fraction de Tusnad.

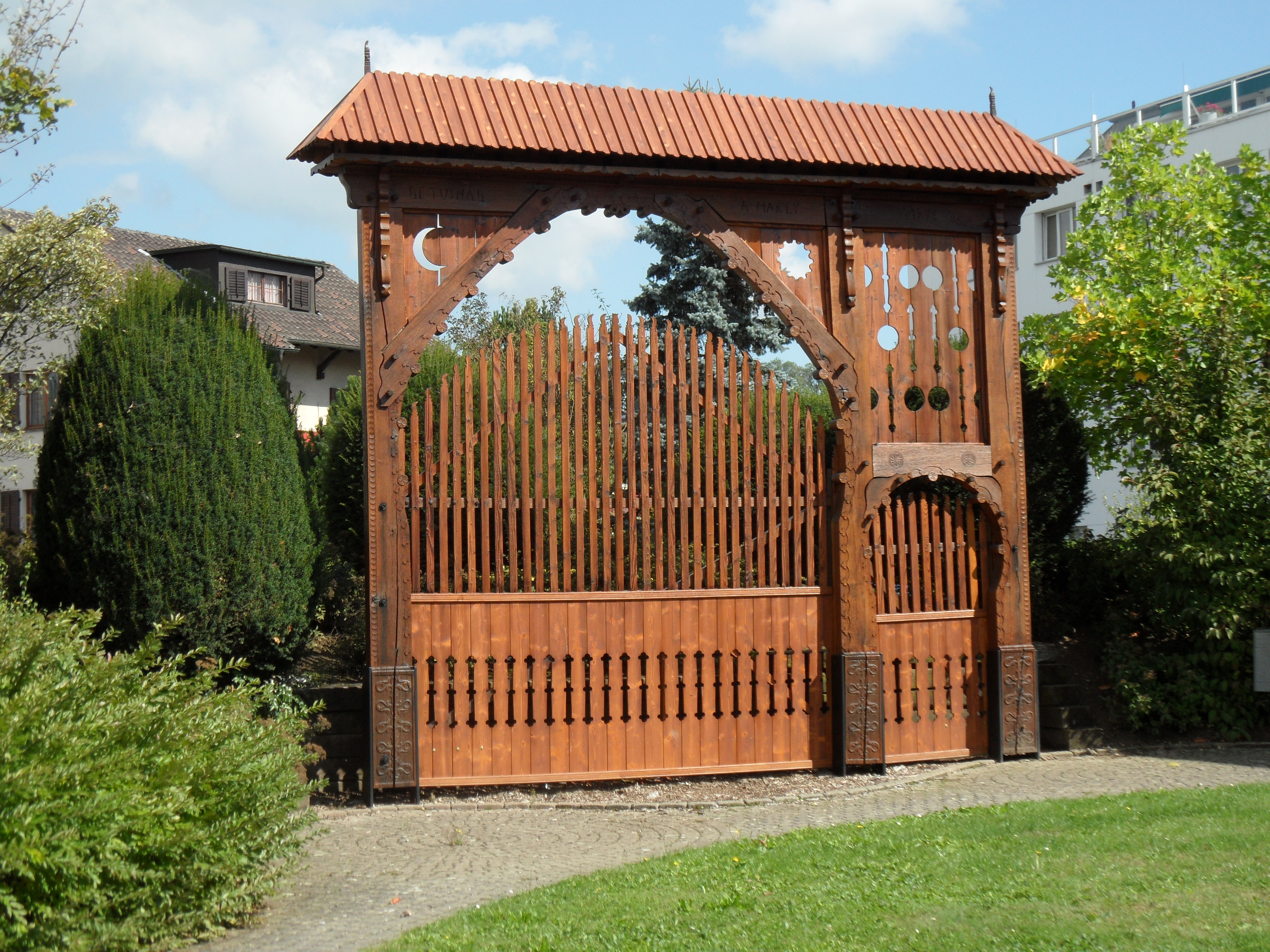
Portail de Tușnad, provenant de Roumanie
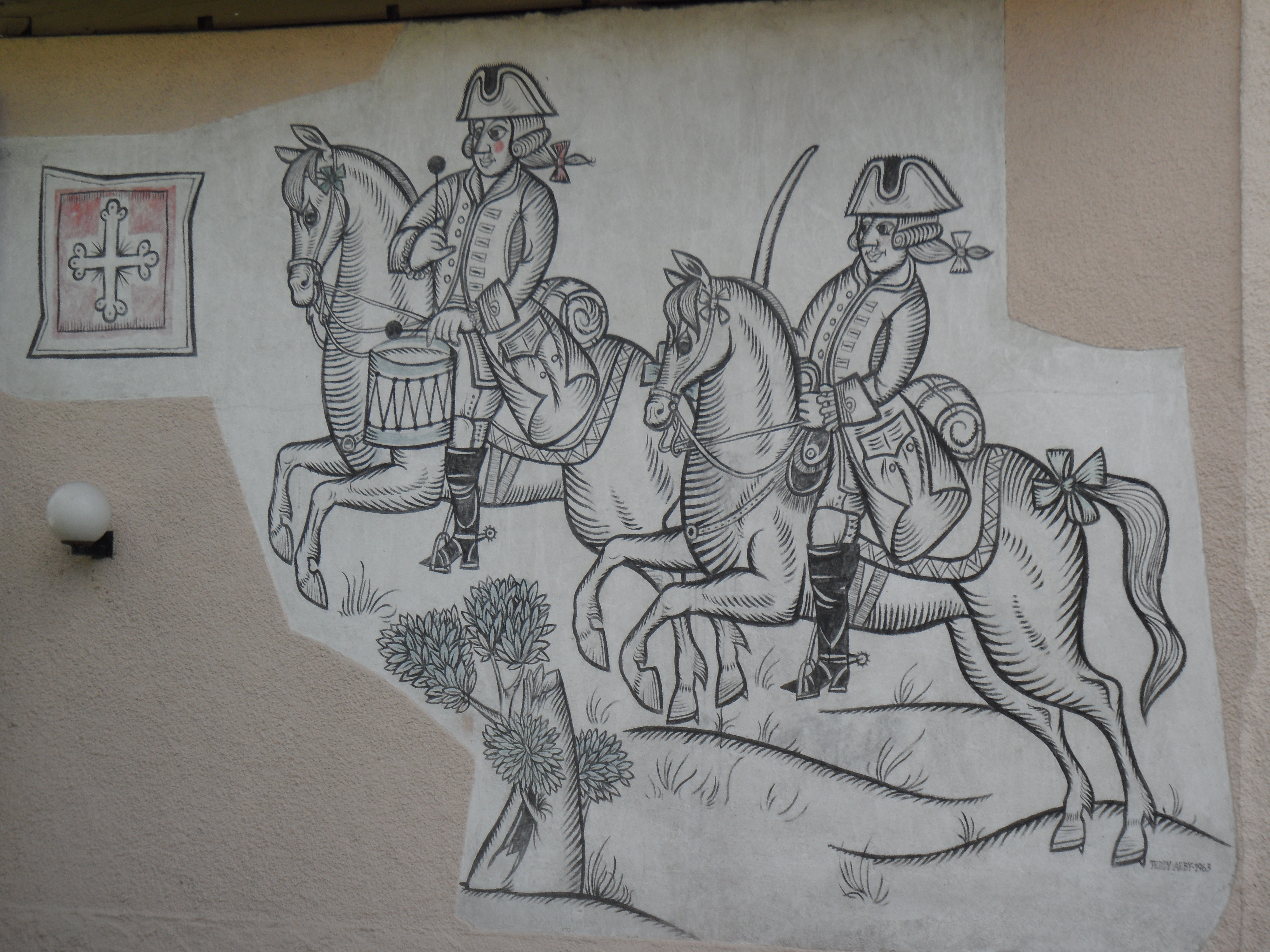
Peinture murale de Teddy Aeby (1963)
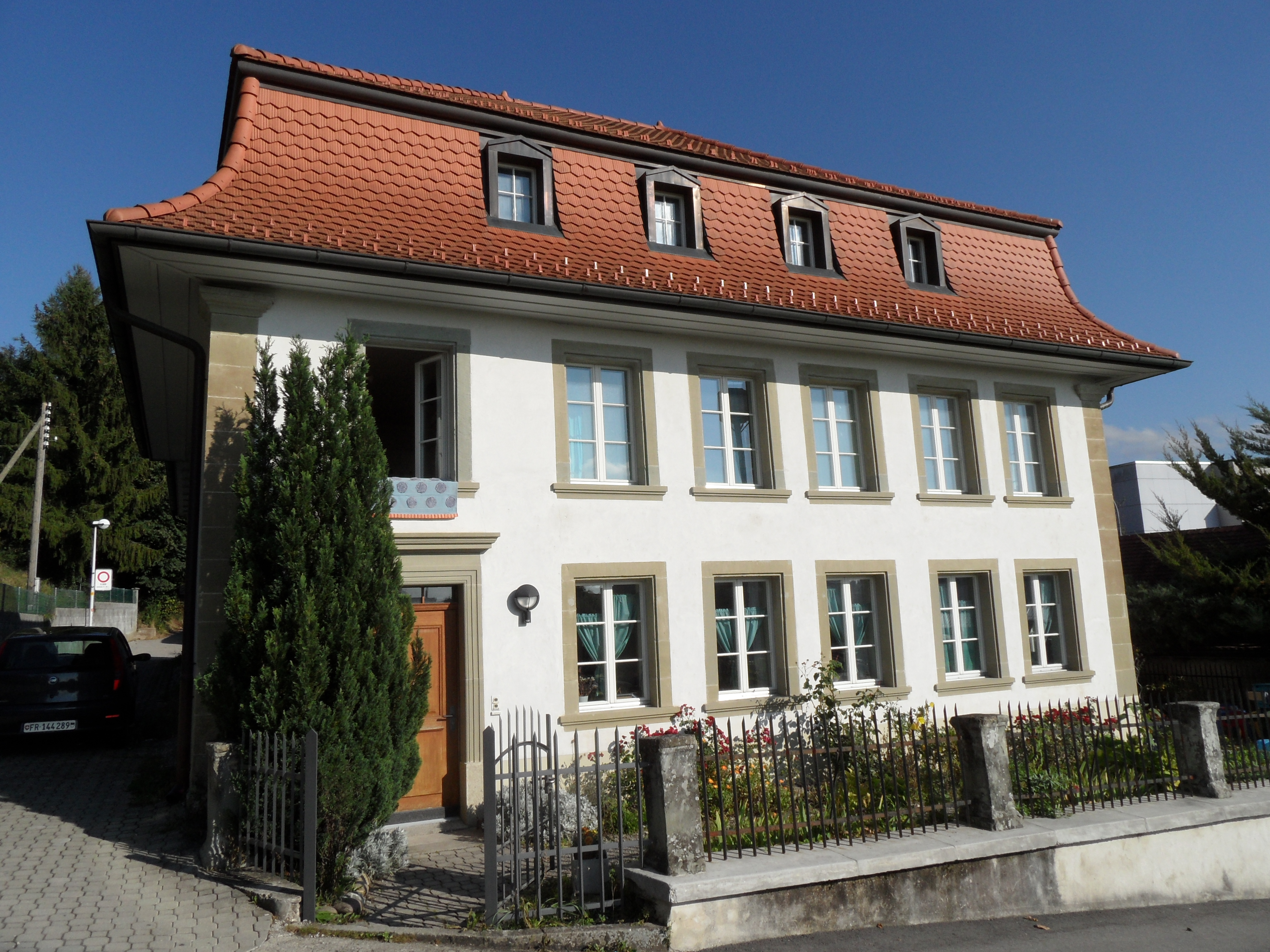
Maison Gottrau avec toit de Mansart
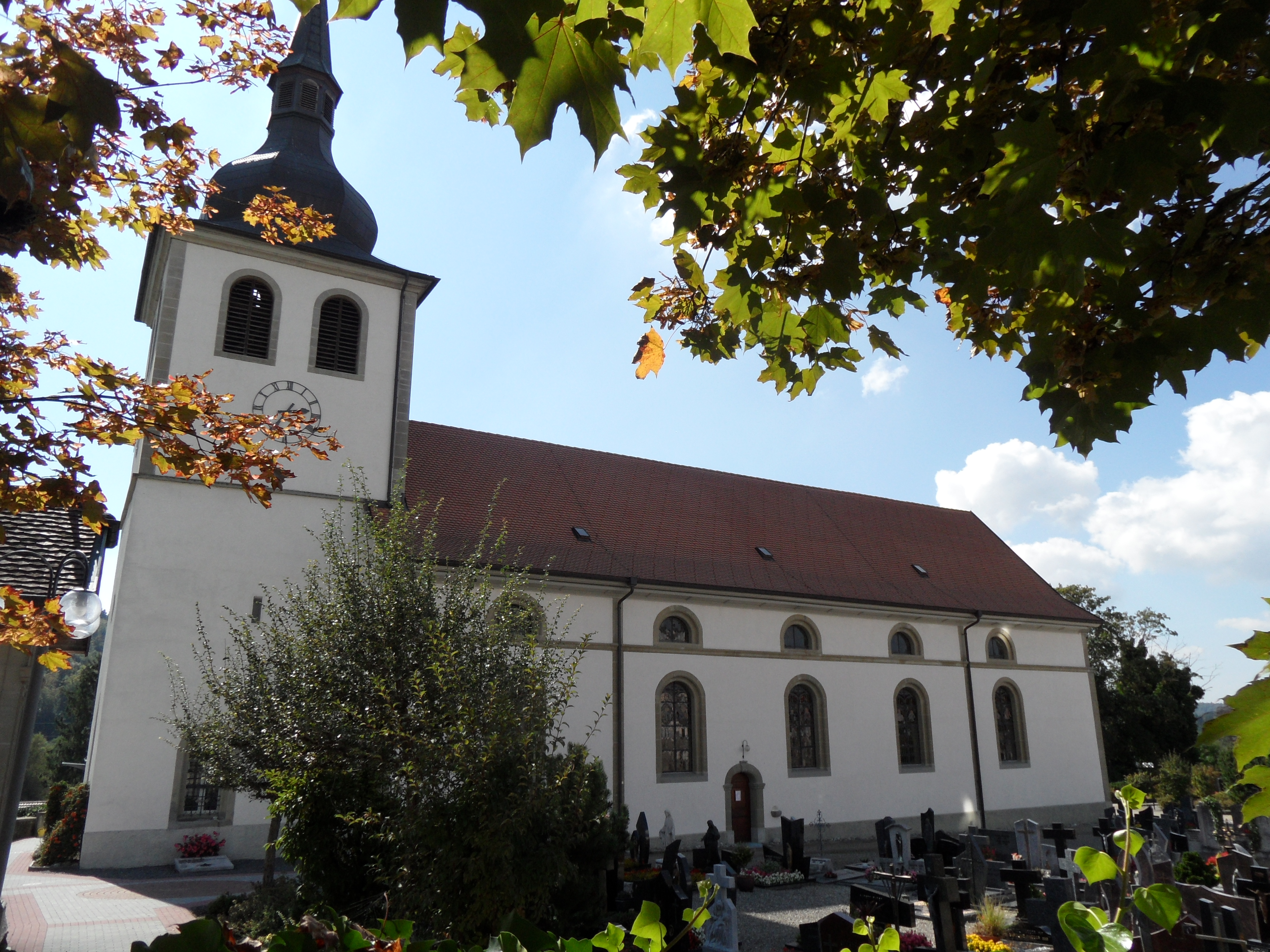
Église paroissiale de Marly
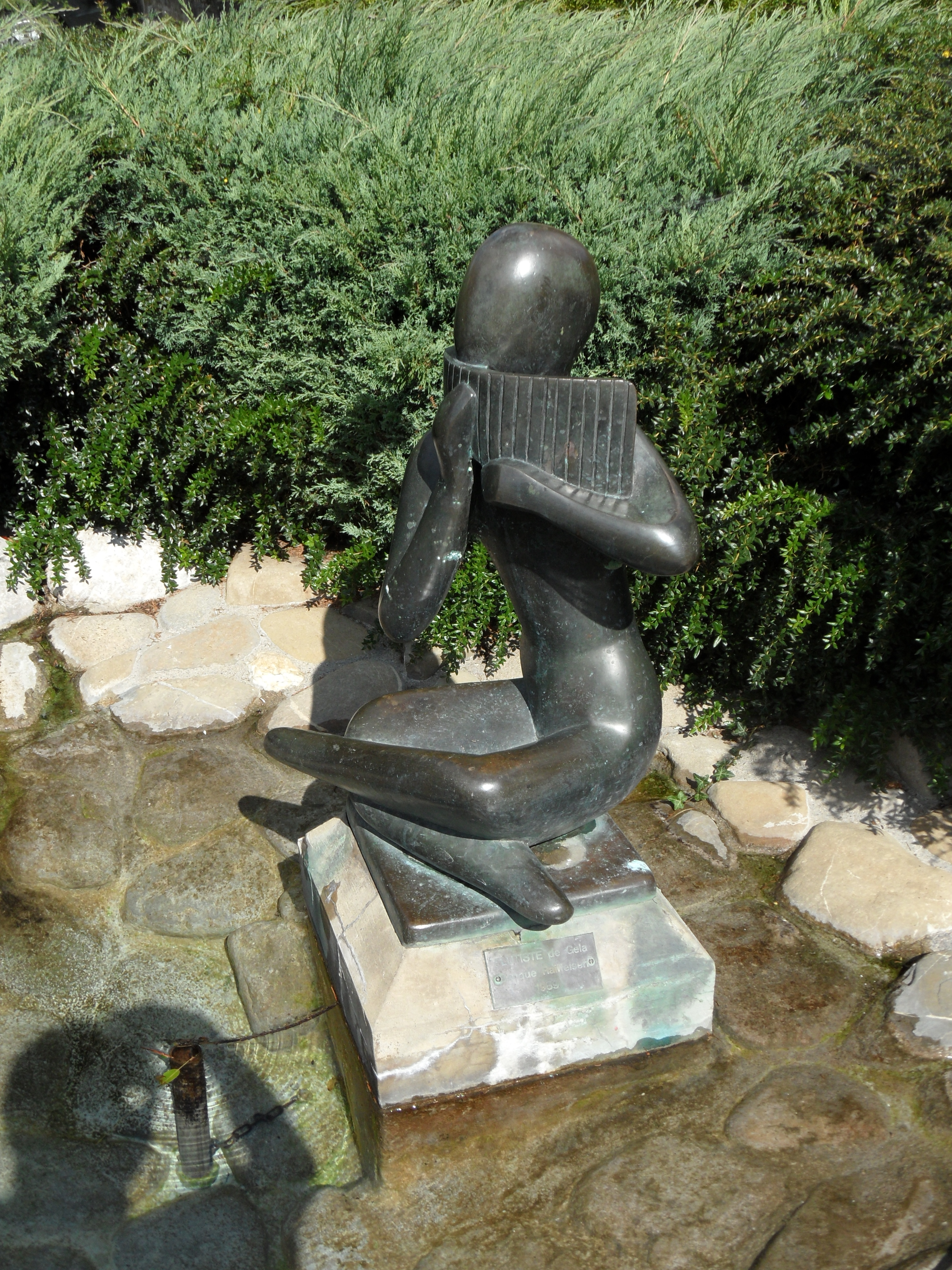
Sculpture Flûtiste de Gela (1989)
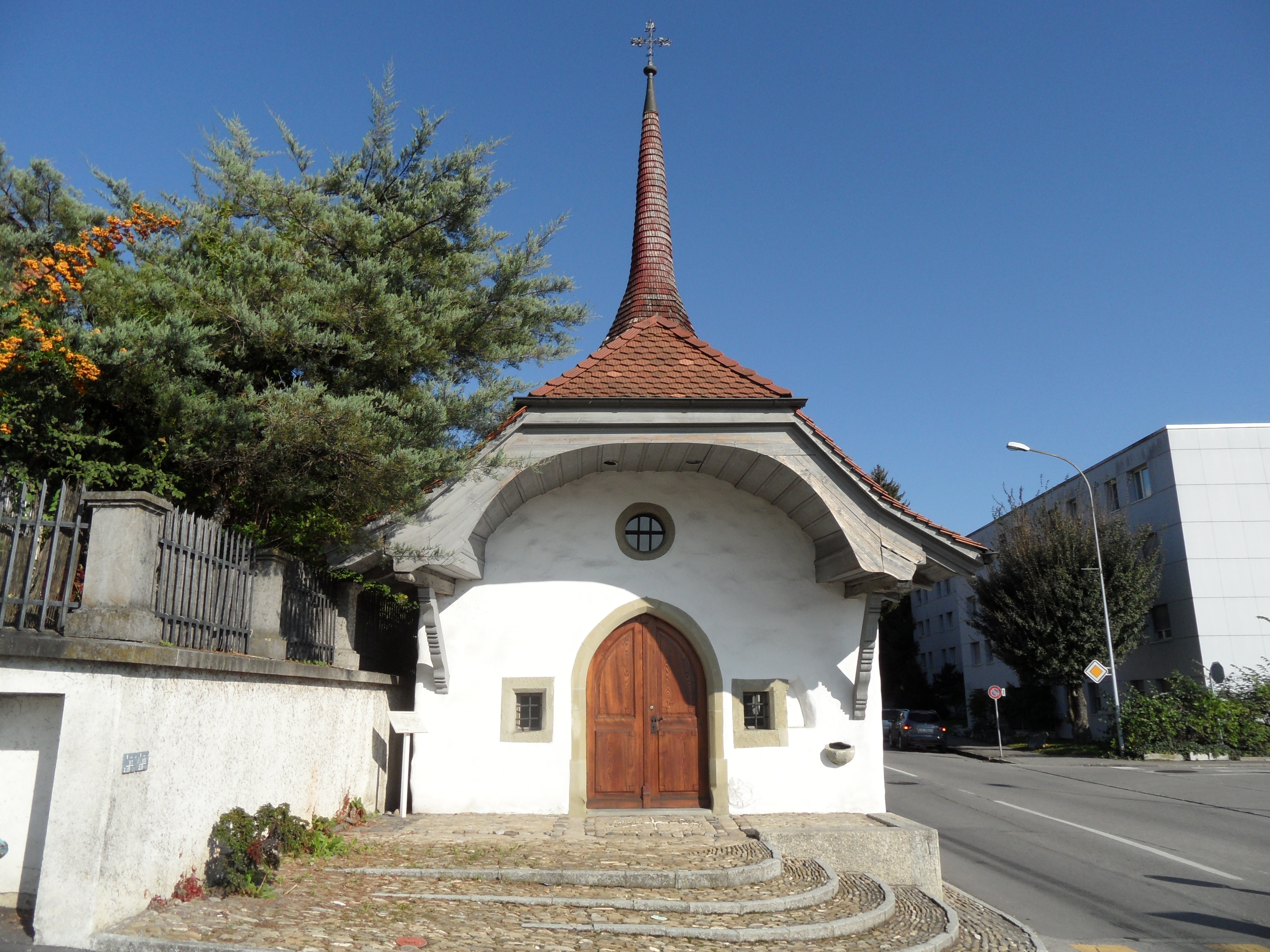
Chapelle Saint-Sébastien
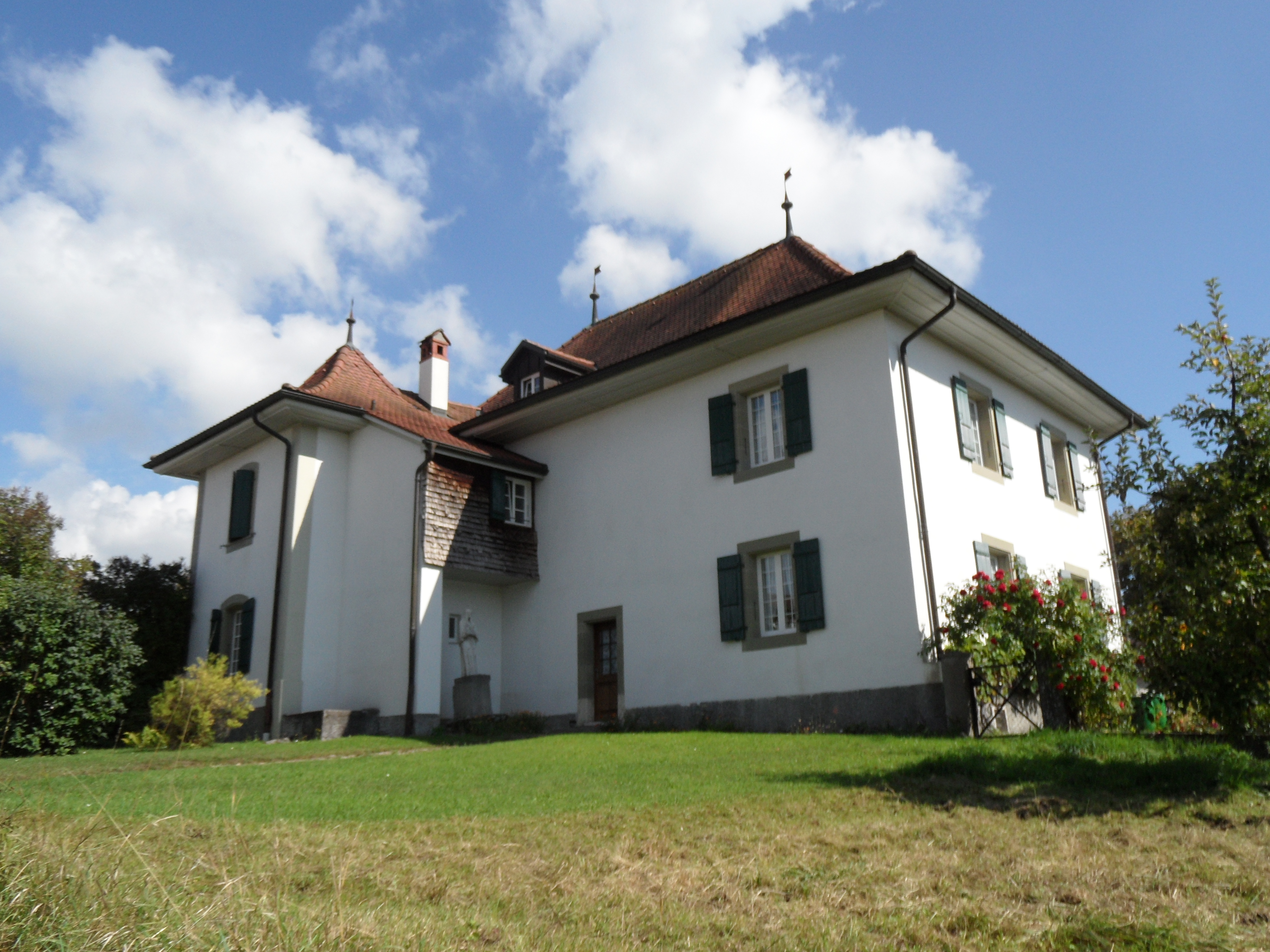
Cure de Marly près de l'église paroissiale
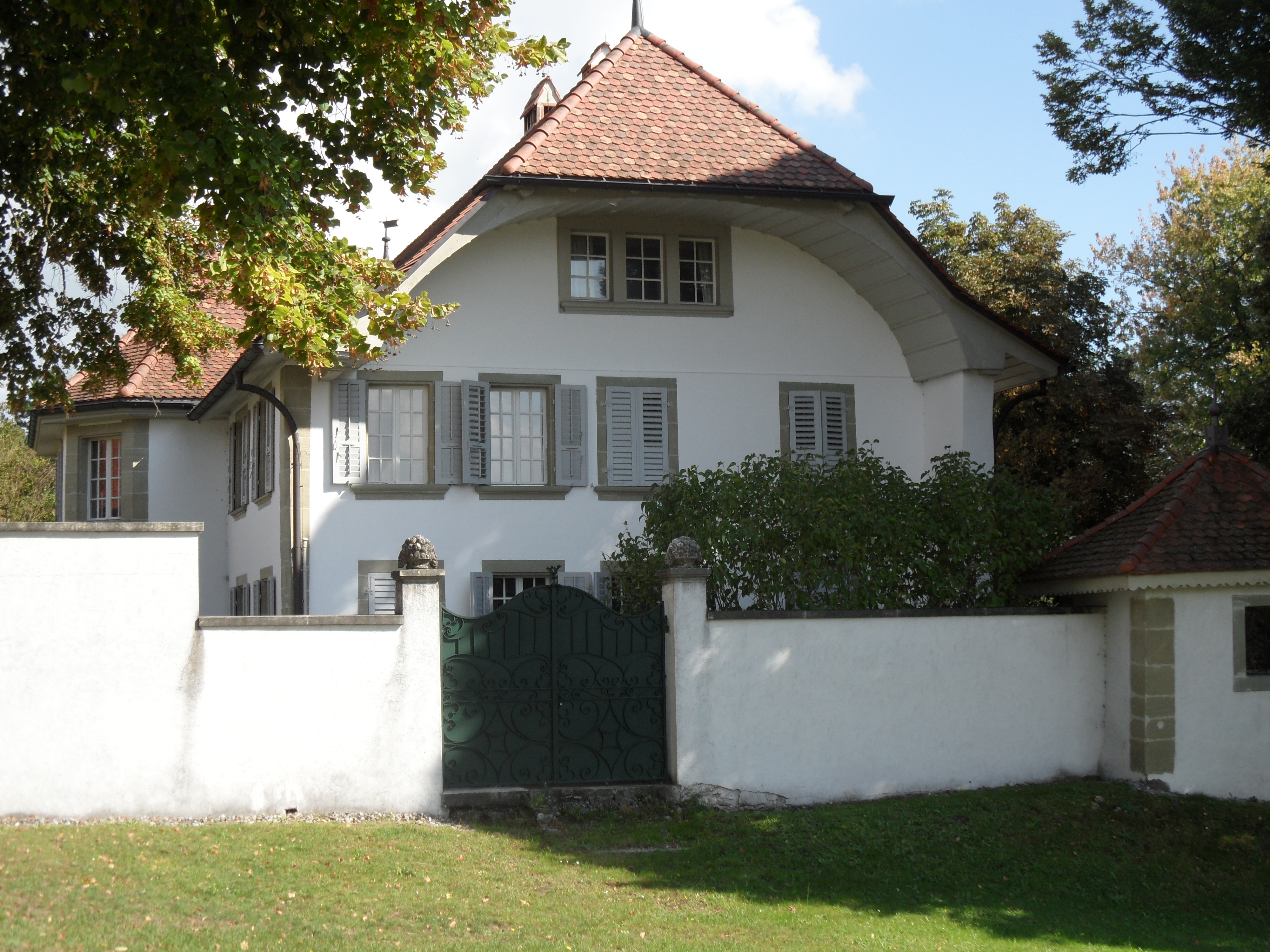
Maison Carry, demeure patricienne
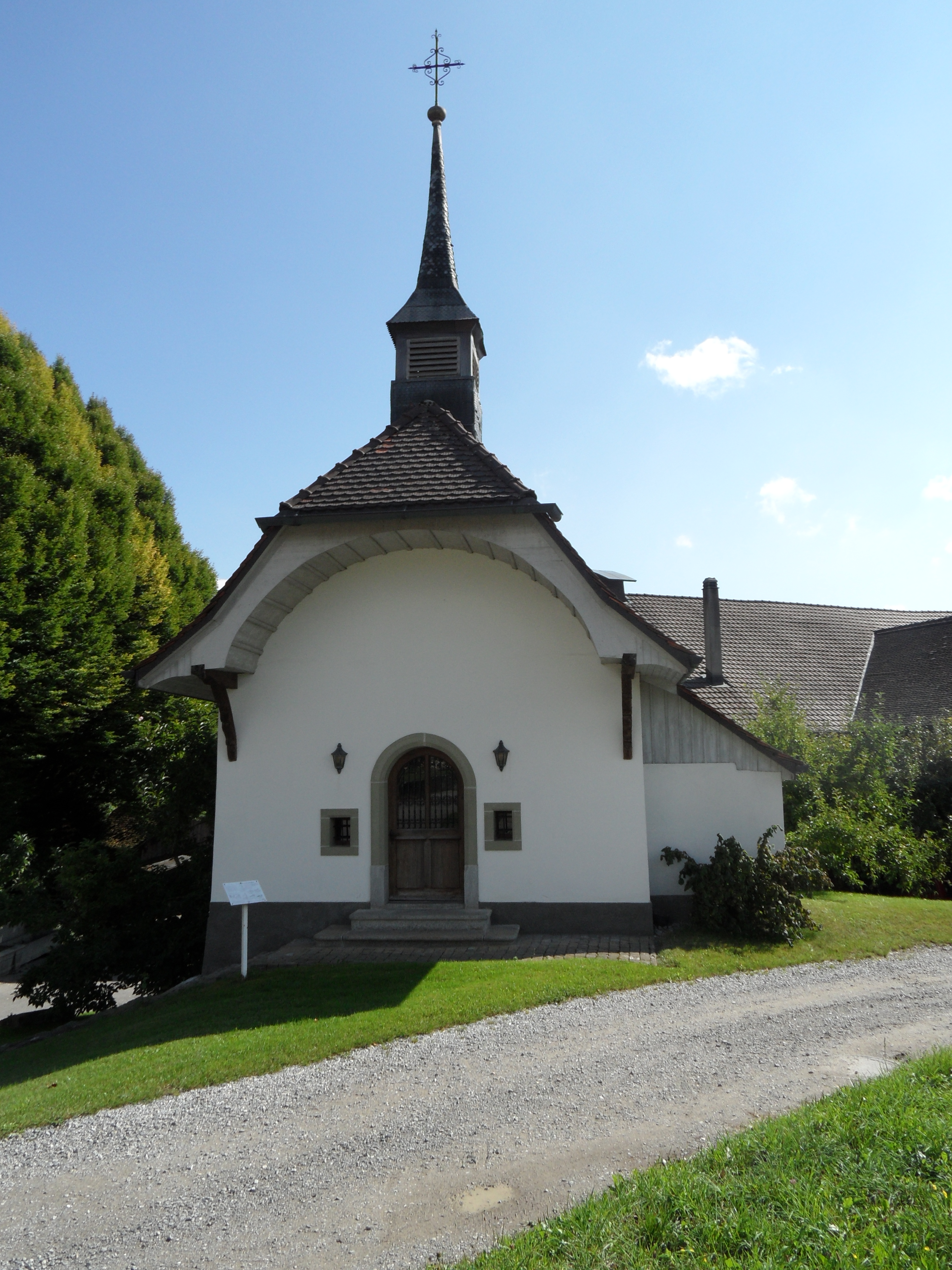
Chapelle de la Sainte-Famille

### Fêtes et coutumes
Le Chant de mai a lieu le premier mai. Les enfants s'en vont de porte en porte, chanter le renouveau printanier. Ils reçoivent des friandises et des pièces d'argent en récompense.
Marly fête la Bénichon de la Plaine, en général le 2e dimanche de septembre. Le Recrotzon a lieu le dimanche suivant.
La Saint-Nicolas est fête traditionnelle du canton de Fribourg. Elle a lieu le 6 décembre. Saint Nicolas, accompagné de son âne et des pères-fouettards distribuent des biscômes et des friandises.
Marly-Folies est une fête des jeunes qui se déroule au mois de juin. Durant trois jours (du vendredi au dimanche) une série de manifestations sont proposées. Marly-Folies existe depuis 1987.

### Personnalités liées à la commune
- Jacob Papyrer, né vers 1490, mort en 1548 à Fribourg, papetier, est le propriétaire du moulin à papier de Marly [9].
- Jean-François Reyff, né vers 1614 à Fribourg, mort le 30 septembre 1673 à Ueberstorf, est sculpteur et peintre. Il crée l'autel de la chapelle Saint-Sébastien à Marly (1641) [10] et dessine les plans de la chapelle Notre-Dame Libératrice à Salins-les-Bains, en France.
- Louis Landerset, né le 4 janvier 1840 à Fribourg, mort le 24 janvier 1900 à Marly, dirige la papeterie familiale avec son oncle Xavier à partir de 1861. En 1877 il crée la société Landerset et Cie. L'entreprise connaîtra un grand essor [11].
- Claude Lässer, né le 29 août 1949, syndic de Marly lors de la législature 1991-1996, puis Conseiller d'Etat fribourgeois de 1997 à 2011.